# تيم كانتور
تيم كانتور (بالإنجليزية: Tim Cantor)‏ هو فنان أمريكي، ولد في 10 أغسطس 1969.